# Laura Andreșan
Laura Andreșan (n. 1982, Gherla, Cluj, România) este o cântăreață și vedetă de televiziune din România, fostă jurnalistă la ziarul Curentul. După ce a activat în domeniul jurnalistic, Laura Andreșan s-a lansat în industria porno pozând nud în numărul 6 al revistei pentru adulți, Penthouse, fiind prima femeie din România care apare într-un pictorial în această revistă.

## Biografie
Laura Andreșan a fost jurnalistă. După ce și-a dat demisia în direct, de la ziarul Curentul, în emisiunea lui Dan Diaconescu de pe OTV,Laura a stârnit mai multe scandaluri prin dezvăluirea relațiilor intime pe care le-a avut cu diverși oameni politici, fotbaliști sau alte persoane publice din România.
În emisiunea de la OTV, Laura Andreșan l-a acuzat pe Liviu Negoiță că a hărțuit-o sexual, în acest sens prezentând o casetă înregistrată în timpul unui interviu, în calitate de jurnalistă, realizat la casa acestuia. Chiar dacă acest fapt a fost negat cu vehemență de liderul PD, scandalul a fost amplificat în 2004, când Liviu Negoiță era candidatul Alianței DA la Primăria sectorul 3 din București. În 2009, Andreșan a publicat un volumul autobiografic „Bărbații la feminin”, unde repovestește și incidentul cu Liviu Negoiță.
Laura este și subiectul unui joc video erotic, lansat în 2003, Misterele Laurei. În anul 2005 a realizat primul videoclip porno din România videoclip pentru melodia Muntele lui Venus.
A fost supranumită „Profa de sex”.
Din cauza unor complicații suferite după operația de implant de silicon pentru sâni, în anul 2007 Laura Andreșan a decis să se retragă din viața publică.

## Viața personală
Laura Andreșan a avut o relație de 12 ani cu Grasu XXL, împreună cu care are un copil. Ea s-a despărțit de acesta în anul 2020.

## Discografie
- Laura Andreșan (2005)